# Adolfo Brunicardi
Adolfo Brunicardi (Bagni di Lucca, 4 ottobre 1851 – Roma, 30 dicembre 1924) è stato un ingegnere, giornalista e politico italiano.

## Biografia
Dopo la laurea in ingegneria si forma nell'ambiente radicale di Firenze, dove frequenta la casa di Atto Vannucci. Nel 1871 firma l'indirizzo ai cittadini alla comune di Parigi, promosso della Società democratica internazionale sul periodico Dovere. Nel 1874 prende posizione contro gli eccessi della politica internazionalista e repubblicana a seguito dei fatti di villa Ruffi nella vana speranza di evitare lo scioglimento dell'Associazione repubblicana toscana, che viene invece disposta dal prefetto il 9 agosto 1874. Il tentativo di ricostituirla ncome federazione democratica, basata su uno statuto, non va tuttavia in porto. Nel 1878 diventa socio del Comitato per l'Italia irredenta, l'anno successivo del Comitato per la lega della democrazia, dal quale fuoriescono i mazziniani, restii, per la pregiudiziale repubblicana, ad assumere impegni elettorali.
A partire dal 1881, con la sinistra al governo, il Brunicardi ssi getta nell'affarismo spregiudicato tipico dei tempi, caratterizzato da operazioni finanziarie ad alto rischio, in particolare nel settore delle costruzioni ferroviarie. Tra gli altri incarichi è membro della commissione bilancio delle Società per le strade ferrate romane. In questa fase compie una evoluzione ideologica dal mazzinianesimo verso un'attività democratica e costituzionale. 
Nel 1882 si candida per la prima volta, eletto consigliere comunale di Firenze. Nello stesso anno, venuto a mancare il deputato del collegio, si presenta alle elezioni suppletive del collegio Firenze II. Pur ostacolato dai vecchi amici repubblicani viene eletto, ma l'elezione non è convalidata dalla Camera. Identico copione nel 1884, quando si presenta e viene eletto nel collegio di San Casciano dei Bagni. Viene infine eletto e confermato nel corso della XVI legislatura. Nel corso del suo mandato parlamentare si schiera contro Giovanni Giolitti e si avvicina a Giuseppe Zanardelli in virtù della vecchia amicizia, mai venuta meno, con Felice Cavallotti. Come proprietario del periodico Don Chisciotte cerca anzi di promuovere i cavallottiani come partito di governo.  Attraverso vari periodici espone la sua idea di riforma sociale, in particolare la partecipazione agli utili e premi d'incentivazione per le grandi imprese a partecipazione statale.
Come presidente onorario della Società di mutuo soccorso degli operai dei tabacchi di Firenze, sostiene presso il governo l'agitazione delle sigaraie fiorentine, costituitesi in sezione aderente alla Camera del Lavoro.
Direttore dal 1876 del Giornale dei lavori pubblici e delle strade ferrate è stato un appassionato sostenitore delle concessioni ferroviarie private, una posizione interessata per i suoi affari personali nel settore allora fiorente delle costruzioni ferroviarie. Nel 1901, tuttavia, pubblica "Il problema ferroviario ed il nuovo ministero", un opuscolo nel quale vira verso le posizioni di Giolitti sulla nazionalizzazione delle ferrovie, la cui entrata in vigore è soltanto questione di tempo. 
(Rassegna politica,finanziaria,industriale,artistica,letteraria, 1903)
La sua conversione verso l'esercizio statale è comunque opportunistica. Il Brunicardi, infatti, tiene a sottolineare che i concessionari privati sono in disaccordo sulle proposte richieste dal ministro dei lavori pubblici e persegue in parlamento il proseguimento delle trattative
Nel 1908, ormai fuori dal parlamento, rprende appieno l'attività giornalistica nella Rassegna dei lavori pubblici e delle strade ferrate, che in seguito confluisce nella Rivista generale delle Ferrovie. Di li a poco scoppiano le conseguenze politiche e penali di una sua speculazione avviata nel 1914, quando l'Italia si mantiene inizialmente neutrale verso la prima guerra mondiale. Millantando il possesso di importanti informazioni industriali ottiene di entrare in rapporti con Joseph Caillaux, figura di primo piano della politica francese, per sostenere la fondazione di una banca privata, successivamente definita spionistico-finanziaria, promossa da Bolo Pascià, un avventuriero della finanza già conosciuto per operazioni truffaldine. L'inchiesta aperta su queste vicende porta al suo arresto nel 1917 per "essere entrato, nell'intenzione di tradire, in intelligenza col nemico". 
Nell'aprile 1919 lascia le carceri per essere ricoverato all'istituto kinesiterapico, "perché pericolosamente malato di arteriosclerosi". Nel luglio i procedimenti pendenti presso i tribunali militari vengono trasferiti presso quelli civili; ai primi di settembre, con l'amnistia generale, cadeva un velo definitivo sul processo e sull'estrema vicenda del Brunicardi, cstretto a ritirarsi a vita privata fino alla scomparsa.